# Michał Woroch
Michał Woroch (ur. 27 czerwca 1984 w Janowcu Wielkopolskim) – polski fotograf, podróżnik, wydawca.

## Życiorys
Autor książki Krok po kroku. Z Ziemi Ognistej na Alaskę. Twórca projektu Wheelchairtrip. Od 2004 roku porusza się na wózku inwalidzkim. Uznany jednym ze 100 najbardziej wpływowych Polaków z niepełnosprawnością.
W 2018 roku razem z Maciejem Kamińskim (również poruszającym się na wózku) w ciągu 371 dni specjalnie przygotowanym Landroverem Defenderem pokonał trasę Buenos Aires, Ushuaia, Deadhorse, Nowy Jork. Wyprawa została nagrodzona najbardziej prestiżowymi nagrodami w świecie podróżniczym: „Wyczyn Roku” Kolosy 2019 oraz „Podróż Roku” w plebiscycie Travelery National Geographic.
W 2021 roku razem z Bartoszem Mrozkiem (również poruszającym się na wózku) próbował na specjalnie zaprojektowanych do tego celu pojazdach elektrycznych, pokonać trasę Annapurna Circuit – trasę trekingową w Himalajach. Z powodu opadów śniegu wyprawa zatrzymała się na wysokość 4050 m n.p.m. Wyprawa otrzymała wyróżnienie w kategorii „Wyczyn Roku” Kolosy (za rok) 2021.

## Nagrody
- 2022 – Wyczyn Roku wyróżnienie – Kolosy (za rok) 2021[5] – Gdynia
- 2022 – I miejsce w kategorii Świat – Festiwal Podróżniczy Śladami Marzeń[6]
- 2019 – Wyczyn Roku – Kolosy (za rok) 2018 – Gdynia[3]
- 2018 – Podróż Roku – 12 edycja plebiscytu National Geographic Travelery[4]
- 2018 – Nagroda Marszałka województwa Kujawsko-Pomorskiego
- 2018 – Najbardziej inspirująca opowieść podróżnicza – Festiwal Podróżniczy Odyseja
- 2018 – Najlepsza prezentacja podróżnicza – Festiwal Podróżniczy Bonawentura Stary Sącz[7]
- 2017 – Nagroda Człowiek Bez Barier organizacji Integracja[8]
- 2017 – Najlepsza prezentacja podróżnicza zdaniem publiczności – Festiwal Podróżniczy Na Szage
- 2017 – I miejsce w kategorii Świat – Festiwal Podróżniczy Śladami Marzeń[9]
- 2017 – Podróż najbardziej fotogeniczna – Fujifilm Poland[9]
- 2016 – Nagroda im. Andrzeja Zawady – Gdynia Kolosy[10]
- 2015 – Nagroda Alchemika wydawnictwa Drzewo Babel[11]
- 2013 – Nagroda Kryształki Zwierciadła wydawnictwa Zwierciadło[12]

## Wyprawy
2021 – Wheelchairtrip III – Himalayas Challenge 2021

W 2021 razem z Bartoszem Mrozkiem – pasjonatem gór i sportów ekstremalnych (również poruszającym się na wózku inwalidzkim) próbował pokonać szlak Annapurna Circuit na specjalnie zaprojektowanych do tego celu łazikach elektrycznych. Z powodu opadów śniegu wyprawa zatrzymała się w Yak Kharrka na wysokość 4050 m n.p.m. W wyprawie brali też udział: Bartosz Malinowski, Eliza Kubarska, Marcin Sauter, Łukasz Lisowski, Vytautas Juozėnas Škicas.
2016 / 2018 – Wheelchairtrip II – Z Ziemi Ognistej na Alaskę

W 2016 razem z Maciejem Kamińskim (również poruszającym się na wózku) rozpoczął projekt przejechania specjalnie przygotowanym Landroverem Defenderem z Ziemi Ognistej na Alaskę. Wyprawa trwała 371 dni a przygotowywania do niej i budowa samochodu ponad 2 lata. Podczas wyprawy zrobili ponad 65 000 km i przejechali przez 15 państw. Najtrudniejszym etapem podróży było dotarcie do miasta Iquitos, położonego w północno-wschodniej części Peru, nad rzeką Amazonką. Do Iquitos nie prowadzi żadna droga kołowa ani tor kolejowy. Transport odbywa się głównie drogą wodną (rzeka) oraz lotniczą.
Wyprawa została nagrodzona najbardziej prestiżowymi nagrodami w świecie podróżniczym: „Wyczyn Roku” Kolosy 2019 oraz „Podróż Roku” w plebiscycie Travelery National Geographic. Z wyprawy powstała książka Michał Woroch, Krok po kroku. Z Ziemi Ognistej na Alaskę., 8 marca 2019, ISBN 978-83-953277-0-4. Brak numerów stron w książce

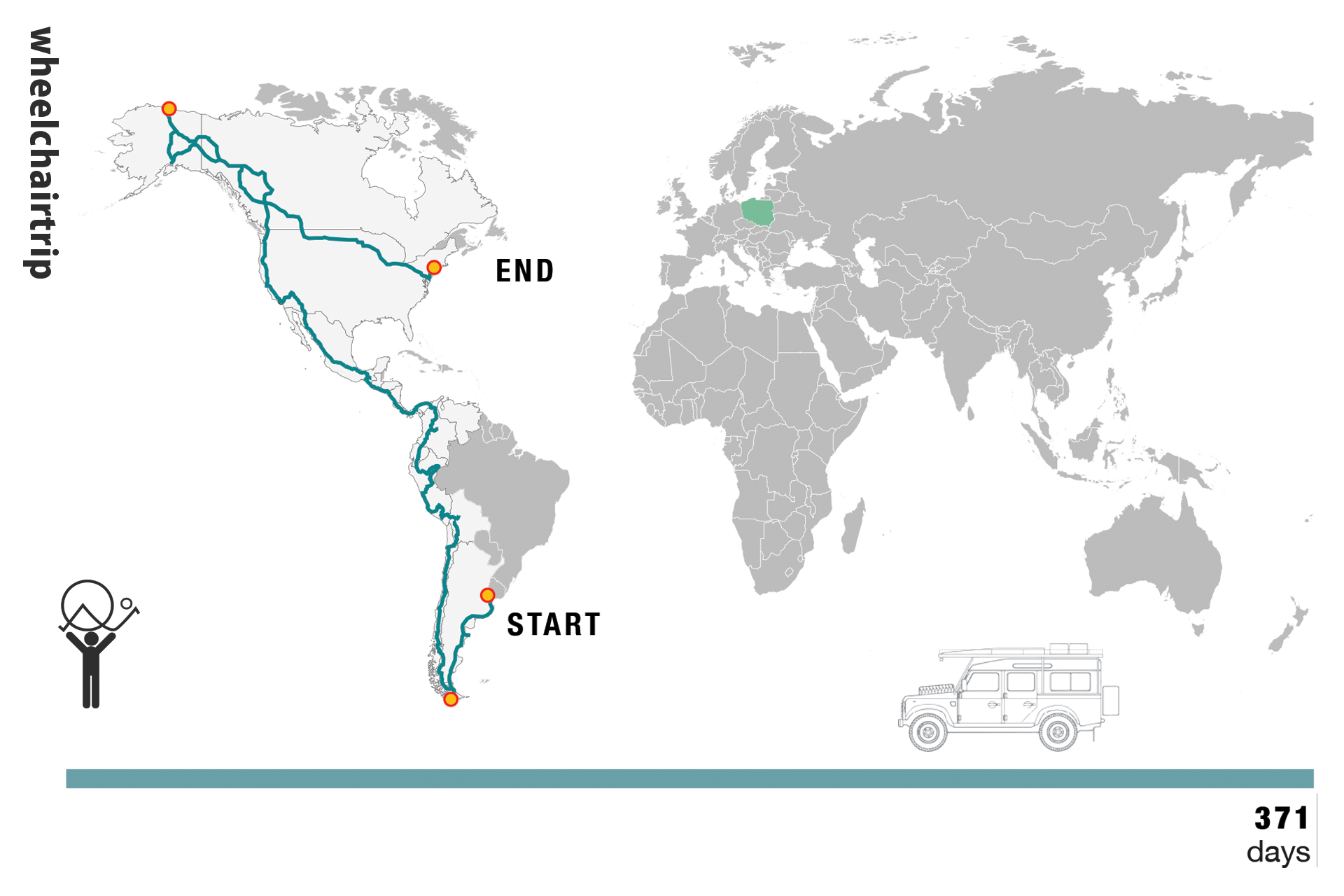
Mapa wyprawy Wheelchairtrip II. Buenos Aires, Ushuaia, Deadhorse, Nowy Jork

2013 – Takeawayphotos – Norwegia

2012 – Wheelchairtrip I – 17 000 km, 3 miesiące, 13 państw i 2 kontynenty

2011 – Spitsbergen

2010 – Kumbhamela – Indie

2008 – Ostatni szamani Tajgi – Mongolia

2006 – Wielki Wyścig – Madryt/Warszawa

„Wielki Wyścig” to trójkowa zabawa, której zadaniem było przebycie w jak najkrótszym czasie drogi między jednym z europejskich miast, a siedzibą radiowej Trójki przy ul. Myśliwieckiej 3/5/7 w Warszawie. Droga ta mogła być przebyta jedynie autostopem lub na własnych nogach. W 2006 roku odbyła się pierwsza edycja Wielkiego Wyścigu.

## Książki
- Michał Woroch, Krok po kroku. Z Ziemi Ognistej na Alaskę., 8 marca 2019, ISBN 978-83-953277-0-4. Brak numerów stron w książce